# Vitstjärtad eremit
För Phaethornis syrmatophorus, se rostbukig eremit
Vitstjärtad eremit (Threnetes leucurus) är en fågel i familjen kolibrier.

## Utbredning och systematik
Vitstjärtad eremit delas in i fyra underarter med följande utbredning:
- T. l. leucurus – södra Venezuela till Surinam, amazonska Brasilien och norra Bolivia
- T. l. cervinicauda – östra Colombia till östra Ecuador, nordöstra Peru och närliggande västra amazonska Brasilien
- T. l. rufigastra - centrala Peru till norra Bolivia
- T. l. medianus – nordöstra Brasilien söder om Amazonfloden (östra Pará och norra Maranhão)

## Status och hot
Arten har ett stort utbredningsområde, men tros minska i antal, dock inte tillräckligt kraftigt för att den ska betraktas som hotad. Internationella naturvårdsunionen IUCN listar arten som livskraftig (LC).